# どおくまん
どおくまん（1950年1月1日 - ）は、日本の漫画家。本名：鈴木和明。大阪市東淀川区出身。1960年代から活動している。漫画執筆にあたって同じ東淀川区出身の男性4人組の共同ペンネームとして「どおくまんプロ」（略称：どプロ）も名乗る。
当初、ペンネームを独漫としており、「孤独な漫画家」の意を込めていた。その後、独りでの漫画製作は厳しいと、実弟の「太地大介（たいち・だいすけ）（本名・鈴木信治）」、龍谷大学で知り合った「小池たかし（本名・小池隆）」、太地の友人であった「みわみわ（本名・宮勝彦）」に声を掛けた。この時にペンネームを漢字の独漫から、大阪の「お」を入れ、ひらがなにしたどおくまんとし、4人組の名前として「独立大阪漫人集団」の略からどおくまんプロとした。どおくまんプロは大阪府吹田市に活動拠点を置き、法人化もされている。
「どおくまん」が複数人による合作ペンネームであるとの勘違いも多いが、「どおくまん」は飽くまで鈴木本人だけである。

## 経歴
幼い頃は普通に漫画、貸本漫画を読んでいた。特にさいとう・たかをのヒット作『台風五郎』を気に入るが、特に漫画家を志すようなことはなく、成長するにつれ漫画とは離れてスポーツ一辺倒の高校時代を過ごす。大学時代になり、つげ義春、みやわき心太郎、山上たつひこらの漫画を読むようになり衝撃を受けるが、あくまでも読者、ファンとしてであり、漫画家を志すことはなかった。
転機は、『サンデー毎日』で大賞賞金1000万円の漫画賞を開催していることを知った1968年である。賞金目当てに発奮し、漫画の描き方もわからなかったが、画用紙に墨汁と筆で処女作『人形の疑惑』というサスペンス漫画を執筆し応募する。3次選考まで通過し、ベスト20には残るものの、大賞は逃す（ただし、大賞そのものが該当無しであった）。その後、「ちゃんとやれば、もうちょっと行けるんじゃないかな」と思い立ち大学の漫研へ行き、そこで小池と出会う。2作目を大手出版社の少年漫画誌の懸賞漫画に投稿し、これが佳作を受賞。本誌にも掲載され賞金も獲得する。どおくまんはここから本格的に漫画家を目指すことになる。
しかしながら、執筆した10作品、約300ページの原稿をトランクに詰め込んで上京し、大手出版社の編集に見せた際にはほとんど相手にされなかった。どおくまんは、その足で、創刊したばかりで新人を多く起用しているという集英社の『少年ジャンプ』編集部へ向かう。この時に『花田秀治郎』が編集の目に留まり、『別冊少年ジャンプ』での掲載がその場で決まった。『花田秀次郎くんシリーズ』は別冊少年ジャンプで隔月連載となる。また、同作を連載していた1974年には、非商業的漫画を掲載していた当時の青林堂の『ガロ』に「どく・まん」名義で「粗相」という作品を持込、掲載されている。この頃から、どおくまんプロも結成しているが、小池たかしは単独で漫画を執筆し『週刊少年ジャンプ』に読み切り掲載も行っており、締切間際に手伝いに来る程度であった。また、小池を除く3人は、漫画を描く傍ら、どおくまんの実兄が経営する工場で働いていた。
1975年に再び転機が訪れる。『週刊少年チャンピオン』（秋田書店）の編集長・壁村耐三からの執筆依頼の電話がどおくまんたちが働いていた工場にかかってきた。これを機に『月刊少年チャンピオン』（秋田書店）1975年4月号より『暴力大将』が連載されることになり、この連載は1985年まで続くことになる。同年10月には『週刊漫画アクション』（双葉社）でも『嗚呼!!花の応援団』の連載が始まる。『嗚呼!!花の応援団』は1976年に映画化もされ、その年の邦画配給収入ランキング第8位のヒット作となり、続編映画も製作された。
画はどおくまんが中心であるが、アイデア、ストーリー、キャラクターなどはどおくまんプロのメンバーでお互いに持ち寄りながら作品を製作していた。また、最盛期には、月産500ページを超し、雇っていたアシスタントも30人近い大所帯となっていた。
実弟である太地大介が亡くなった後は、何のために漫画を描くのかわからなくなり、モチベーションが低下。『週刊少年チャンピオン』で連載していた『怪人ヒイロ』の完結以降は、いったんペンを置き、どおくまんプロも小池たかしとみわみわに任せる形となった。
過去に一度だけ、TBSテレビのクイズ番組「クイズダービー」に出演したことがある。

## 作品リスト
- 花田秀治郎くん（1973年 - 1975年） - デビュー作。『別冊少年ジャンプ』にて連載された青春漫画。1976年に立風書房で単行本化された（全2巻）。マンガ図書館Zにて広告付きながら無料で閲覧可能。
- 暴力大将（1975年 - 1985年） - 『月刊少年チャンピオン』にて連載。戦前～終戦直後の混乱した大阪を舞台に描く。
- 黄金探偵（1975年）- 『ヤングコミック』（少年画報社）にて連載。全1巻。
- 嗚呼!!花の応援団（1975年 - 1979年） - 『週刊漫画アクション』にて連載。1976年には日活で実写映画化。
- 花の女子高生
- 熱笑!! 花沢高校（1980年 - 1984年） - 『週刊少年チャンピオン』にて連載。初期はギャグ漫画だったが、途中からシリアスな展開に路線変更された。
- 怪人ヒイロ（1985年 - 1988年） - 怪人は「ミラクル」と読む。『週刊少年チャンピオン』にて連載。担当編集者の計算ミスにより、単行本のページ数が足りない状態で連載を終了してしまい、2011年に電子書籍として発売されるまで最終巻が発売されなかった[13]。
- 超人S氏の奮戦（1993年 - 1995年） - 『週刊少年チャンピオン』にて連載。
- 怒りの吹田テレビ ※作:小池たかし 制作:どおくまんプロ
- 怒りの家谷タイムズ ※作:小池たかし 制作:どおくまんプロ
- なんでもあり ※作:小池たかし 制作:どおくまんプロ
- いけ!いけ!清田 ※制作:どおくまんプロ 総指揮:どおくまん 作画:小池たかし・みわみわ - 清原和博をモデルとしたプロ野球選手「清田」の活躍を描いた野球漫画。
- なにわ遊侠伝 ※制作:どおくまんプロ 作:みわみわ・太地大介（協力:小池たかし）
- 宇宙家族メカトロ -『少年ジェッツ』にて連載。※作:みわみわ 制作:どおくまんプロ
- SFしらけ博士 - 『月刊少年ワールド』にて連載。※作:小池たかし 制作:どおくまんプロ
- どおくまん作品集（全11巻）
- 摩訶不思議!通販大王 - 『週刊実話』にて連載。制作:どおくまんプロ 総指揮:どおくまん 作画:小池たかし/みわみわ
- 京都札の辻下宿（全3巻）
- まかしい屋 - 『アサヒ芸能』にて連載。
- ヤンキー愚連隊 なんぼのもんじゃい!
- GO!GO!清田 - 『アサヒ芸能』にて連載。主人公モデルは巨人時代の清原和博。
- 南吹田大学野球部
- 南千里物語
- なにわの怪商人通販大王がゆく
- 狂乱横丁
- SF頭狂帝大
- なにわ極楽会館
- 関西無敵会
- つっぱり天神中
- 平成人間博覧会
- フィットネスジムZOO
- 阿火組始末記
- 爆裂GONG
- いてまえ警部
- なにわ爆裂野球団
- 新世界のボン
- どおくまんてんこもり
- どおくまん作品集